# Tubercul

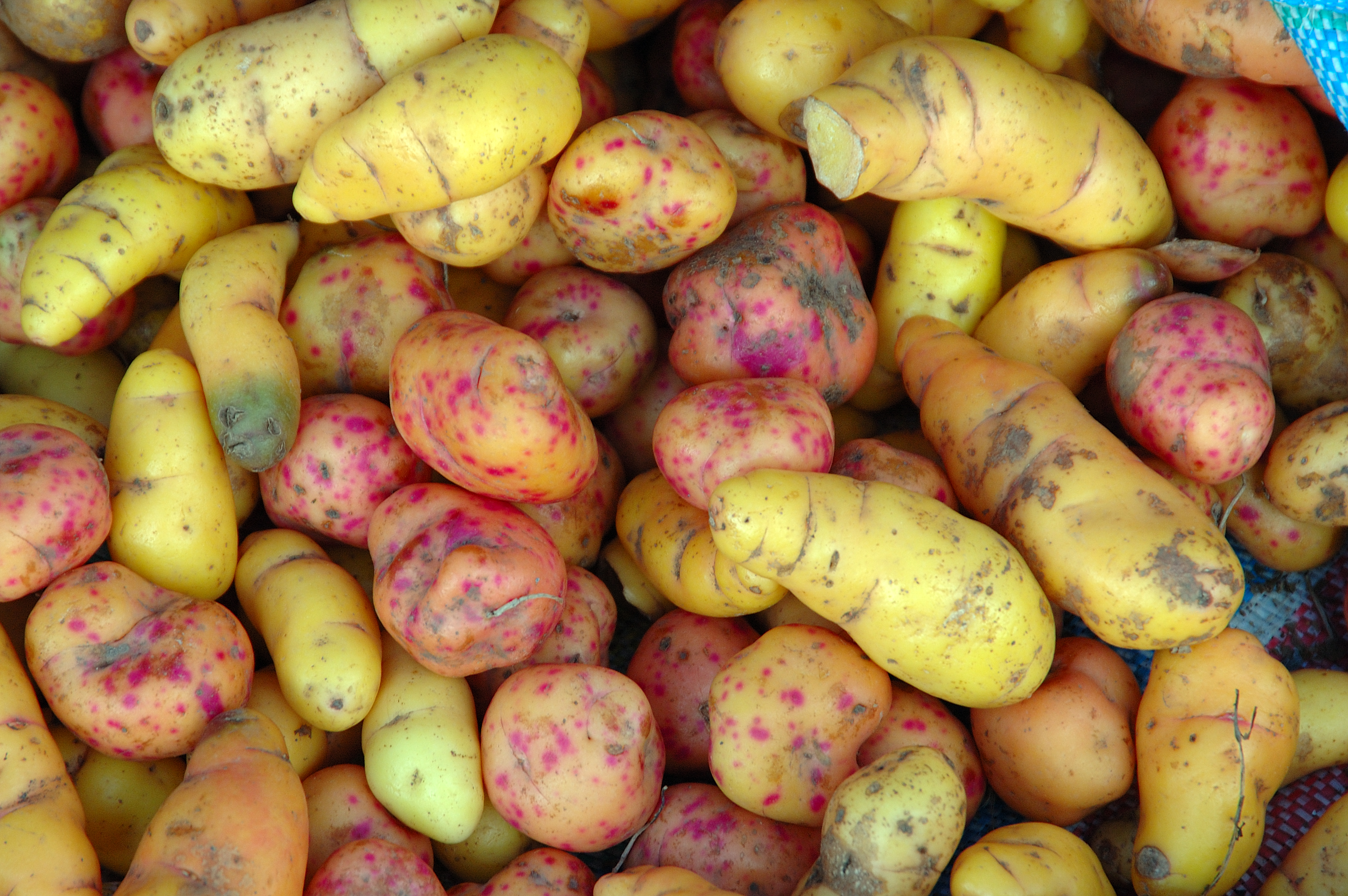
Tuberculi de ulluku (Ullucus tuberosus)

Tuberculii sunt tulpini subterane utilizate pentru înmagazinarea substanțelor de rezervă în plante. Sunt implicați în supraviețuirea plantei peste iarnă sau în perioadele de secetă, fiind o sursă de nutrienți pentru creștere, în special amidon. Pot funcționa și ca parte a reproducerii asexuate. Exemple de specii de plante care prezintă tuberculi sunt: cartoful, ignama, maniocul, cartoful dulce și daliile.